# Máčka plocholistá
Máčka plocholistá (Eryngium planum) je vytrvalá rostlina z čeledi miříkovité. V ČR patří mezi kriticky ohrožené druhy.

## Výskyt
Máčka plocholistá se vyskytuje ve východní části střední Evropy a na Ukrajině, v jižní části evropského Ruska, na Kavkaze, ve Střední Asii, západní Sibiři, severozápadní Číně a oblasti Kašmíru. Roste na různých typech stanovišť včetně suchých pastvin, luk a mezí, při okrajích komunikací a na písčinách, a to v pásmu nížin až pahorkatin.

## Popis

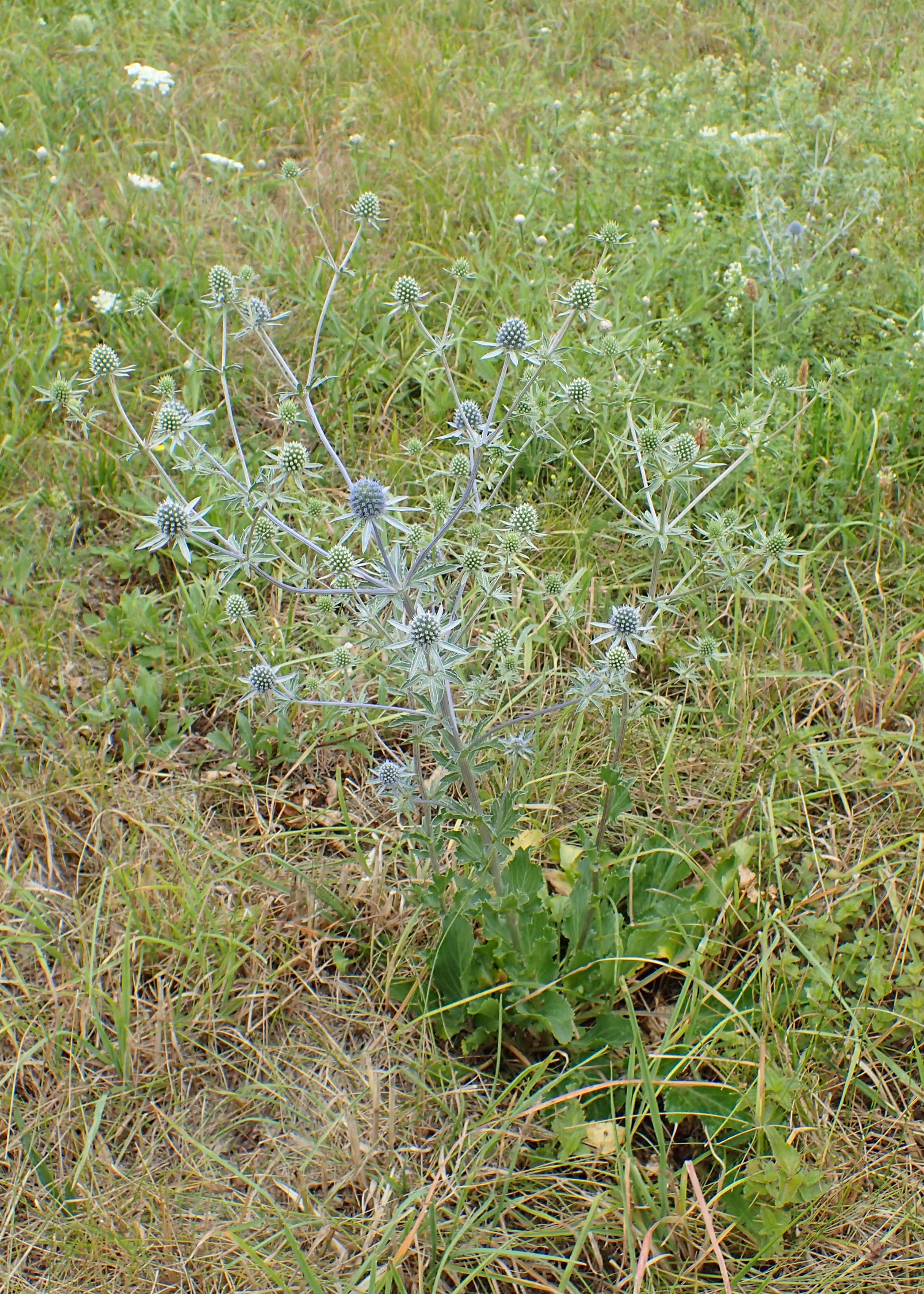
Porost máčky plocholisté

Máčka plocholistá je vytrvalá rostlina vysoká 30–60 cm, někdy až 100 cm. Kořeny má mohutné. Listy jsou sivě zelené a tuhé, přízemní listy jsou celistvé. Květenstvím jsou modře sivozelené, vrcholičnaté hlávky, které mají 1–2 cm v průměru. Kvete od června do září. Plodem jsou drobná světle hnědá merikarpia.

## Ohrožení
V ČR je máčka plocholistá hodnocena jako kriticky ohrožený druh, původní je jen na jižní Moravě. Na Slovensku je zařazena k druhům potenciálně ohroženým.

## Využití
Máčka plocholistá se často pěstuje pro svou okrasnou hodnotu a na trhu zahradnických firem lze nalézt několik různých kultivarů. Tato rostlina je oblíbená pro svou schopnost zkrášlit suché kytice.

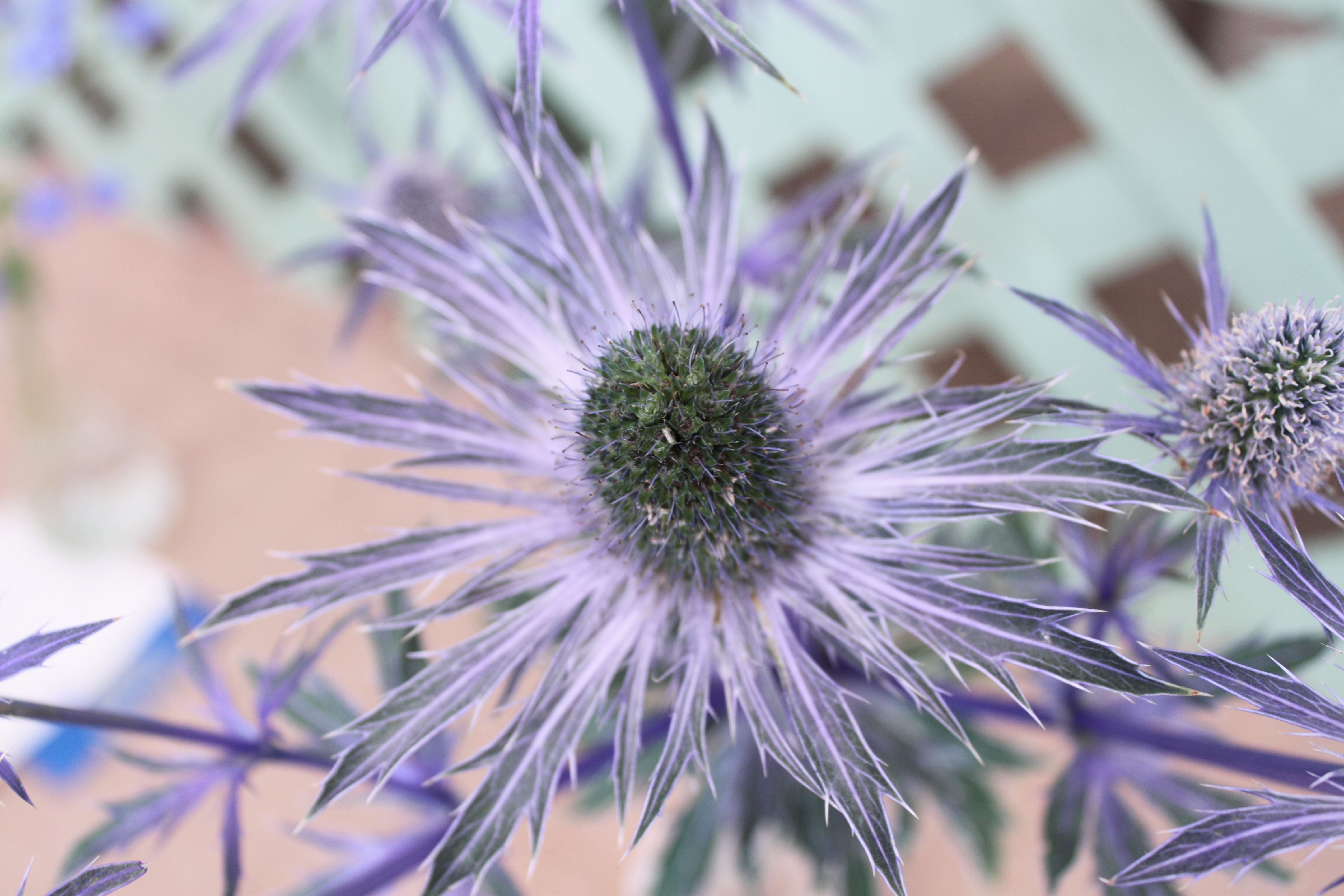
Kultivar Eryngium planum 'Blue Glitter'
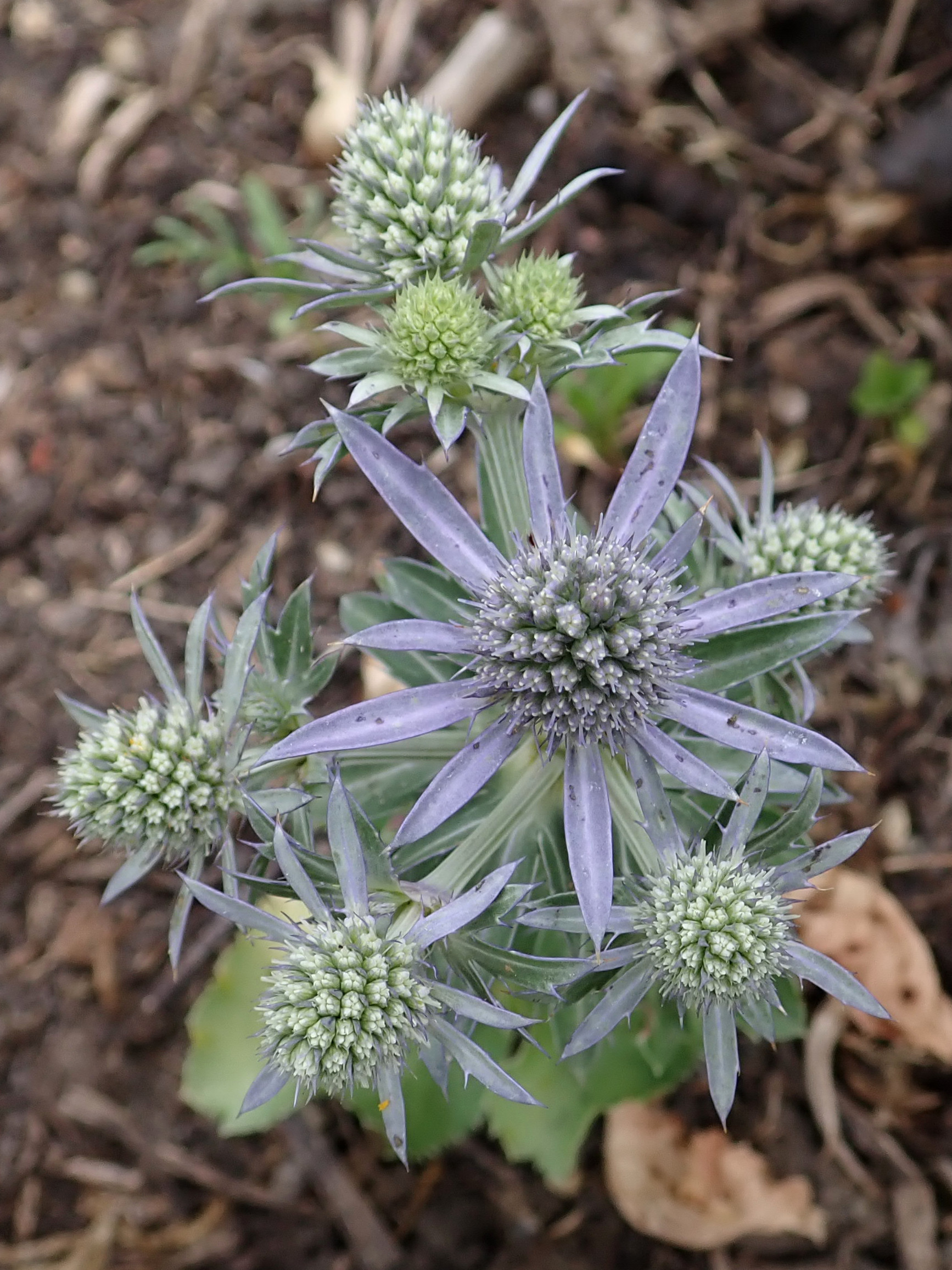
Kultivar Eryngium planum 'Blue Hobbit'